# Apache Struts
Apache Struts est un framework libre servant au développement d'applications web Java EE. Il utilise et étend l'API Servlet Java afin d'encourager les développeurs à adopter l'architecture Modèle-Vue-Contrôleur (MVC).

## Historique

### Apache Struts 1
Apache Struts a été créé par Craig McClanahan et donné à la fondation Apache en mai 2000. Struts a fait partie du projet Jakarta de mai 2000 jusqu'en mars 2004,.
Struts 1.3.10, produite en 2008, est la dernière version de production de Struts 1.
Le 5 avril 2013, Apache annonce officiellement, en utilisant le terme End-Of-Life (EOL), que la version Struts 1 n'est plus supportée,.
En décembre 2005, Struts a joint ses forces avec un autre canevas J2EE populaire, WebWork.
Initialement nommé Webwork2, ce nouveau framework dont les caractéristiques n'ont plus rien à voir avec la version 1 de Struts, prendra cependant le nom de Apache Struts 2.

### Apache Struts 2
C'est le nouveau framework de présentation de la communauté Open Source Apache.
C'est un framework Java EE développé à partir de deux autres framework Java EE : Struts 1 (Apache Struts) et WebWork. Il devait initialement être publié sous le nom de WebWork2, avant d'être finalement publié sous son nom actuel.
Mise à jour sécurité: 2.5.14.1 1er décembre 2017.
Liste des vulnérabilités par années: https://www.cvedetails.com/product/6117/Apache-Struts.html?vendor_id=45

#### Caractéristiques
Apache Struts 2 est un framework Java, pour le développement d'applications Web. Ce n'est pas une extension de Apache Struts 1.
Struts 2 regroupe les avantages de deux précédents outils, WebWork et Struts 1, mais c'est une refonte complète.;
Cette seconde génération de framework MVC (Modèle-vue-contrôleur) utilise les notions suivantes : intercepteurs, annotations, langage d'expression OGNL
, l'intégration d'outils comme JSTL (JavaServer Pages Standard Tag Library) ou Spring framework.

#### Ouvrages de référence
- « Struts 2 : Le framework de développement d'applications Java EE », par  Jérôme LAFOSSE aux Éditions ENI septembre 2009
- « Struts 2 for Beginners » par Sharanam Shah et Vaishali Shah, aux Éditions Arizona Business Alliance, 3e édition, juin 2014
- « Struts 2 with Hibernate 4 Project for Beginners »  par Sharanam Shah et Vaishali Shah, aux Éditions Arizona Business Alliance, juin 2014
- « Apache Struts 2 Web Application Development» par Dave Newton, aux Éditions Packt Publishing juin 2009
- «Struts 2 Design And Programming : A Tutorial » par Budi Kurniawan, seconde édition BrainySoftware (janvier 2008)
- « Struts 2 in Action » par Don Brown, Chad Michael Davis, Scott Stanlick (mai 2008)
- «Practical Apache Struts 2 Web 2.0 Projects » (série Practical Projects) aux Éditions Apress, par Ian Roughley, novembre 2007
- « Struts2 Black Book » par Kogent SolutionsInc., 2e édition, aux Éditions Wiley

## Utilisation
Cette infrastructure permet la conception et l'implémentation d'applications Web de taille importante par différents groupes de personnes. En d'autres termes, les designers, développeurs de composants logiciels peuvent gérer leur propre part du projet de manière découplée.
Struts permet la structuration d'une application Java sous forme d'un ensemble d'actions représentant des événements déclenchés par les utilisateurs de l'application. Ces actions sont décrites dans un fichier de configuration de type XML décrivant les cheminements possibles entre les différentes actions. En plus de cela, Struts permet d'automatiser la gestion de certains aspects comme la validation des données entrées par les utilisateurs via l'interface de l'application. Plus besoin de venir coder le contrôle de chaque donnée fournie par un utilisateur, il suffit de décrire les vérifications à effectuer dans un fichier XML affecté à cette tâche.
En utilisant Struts, le développeur simplifie son travail au niveau des vues et des contrôleurs du modèle MVC. Mais il serait inadapté d'utiliser ce framework dans des projets de petite taille car il introduit une certaine complexité. Struts montre toute sa puissance dans des applications d'une certaine envergure.

## Licence
Struts est un logiciel libre distribué selon les termes de la licence Apache.

## Concurrents
Struts est une application mature et correctement documentée. Elle fait face à de nouvelles infrastructures MVC plus légères telles que Apache Tapestry ou JSF.
Parmi les autres canevas MVC non basés sur Java, on peut citer Ruby on Rails, Zend, Django, Symfony, Catalyst, et Turbogears.